# Troféu Europeu de Corrida de Montanha de 1999
O 5º Troféu Europeu de Corrida de Montanha de 1999 foi realizada pela Associação Mundial de Corrida de Montanha na cidade de Bad Kleinkirchheim na Áustria no dia 4 de julho de 1999. Contou com a presença de 131 atletas em duas categorias, tendo como destaque a Itália com três medalhas, sendo duas de ouro.

## Resultados
Esses foram os resultados da competição.

### Sênior masculino
Individual 
| Posição           | Atleta           | País       | Tempo |
| ----------------- | ---------------- | ---------- | ----- |
| Medalha de ouro   | Antonio Molinari | Itália     | 52.17 |
| Medalha de prata  | Arnaud Fourdin   | França     | 52.34 |
| Medalha de bronze | Richard Findlow  | Inglaterra | 53.20 |
| 4                 | Martin Bajcicak  | Eslováquia | 53.48 |
| 5                 | Simone Lenzi     | Itália     | 53.53 |
| 6                 | Leonid Tihkonov  | Rússia     | 54.00 |
| 7                 | Chris Robison    | Escócia    | 54.02 |
| 8                 | Robert Quinn     | Escócia    | 54.17 |
| 9                 | Andrea Erni      | Suíça      | 54.21 |
| 10                | Peter Schatz     | Áustria    | 54.37 |

Equipe 
| Posição           | Equipe | Pontos |
| ----------------- | ------ | ------ |
| Medalha de ouro   | Itália | 21     |
| Medalha de prata  | Suíça  | 32     |
| Medalha de bronze | França | 38     |

### Sênior feminino
Individual 
| Posição           | Atleta               | País       | Tempo |
| ----------------- | -------------------- | ---------- | ----- |
| Medalha de ouro   | Izabela Zatorska     | Polónia    | 55.37 |
| Medalha de prata  | Angela Mudge         | Escócia    | 57.18 |
| Medalha de bronze | Johanna Baumgartner  | Alemanha   | 57.43 |
| 4                 | Isabelle Guillot     | França     | 47.45 |
| 5                 | Heather Heasman      | Inglaterra | 58.08 |
| 6                 | Svetlana Demidenko   | Rússia     | 58.20 |
| 7                 | Irena Sadkova        | Chéquia    | 58.35 |
| 8                 | Maria Grazia Roberti | Itália     | 59.02 |
| 9                 | Evelyne Mura H.      | França     | 59.13 |
| 10                | Line Kuster          | França     | 59.20 |

Equipe 
| Posição           | Equipe   | Pontos |
| ----------------- | -------- | ------ |
| Medalha de ouro   | França   | 23     |
| Medalha de prata  | Alemanha | 28     |
| Medalha de bronze | Itália   | 42     |

## Quadro de medalhas
| Ordem | País       | Medalha de ouro | Medalha de prata | Medalha de bronze | Total |
| ----- | ---------- | --------------- | ---------------- | ----------------- | ----- |
| 1     | Itália     | 2               | 0                | 1                 | 3     |
| 2     | França     | 1               | 1                | 1                 | 3     |
| 3     | Polónia    | 1               | 0                | 0                 | 1     |
| 4     | Alemanha   | 0               | 1                | 1                 | 2     |
| 5     | Suíça      | 0               | 1                | 0                 | 1     |
| 5     | Escócia    | 0               | 1                | 0                 | 1     |
| 7     | Inglaterra | 0               | 0                | 1                 | 1     |